# Orobanche cyrnea
Orobanche cyrnea är en snyltrotsväxtart som beskrevs av Jeanm., Habashi och Manen. Orobanche cyrnea ingår i släktet snyltrötter, och familjen snyltrotsväxter. Inga underarter finns listade i Catalogue of Life.